# Alleanza abbaside-carolingia

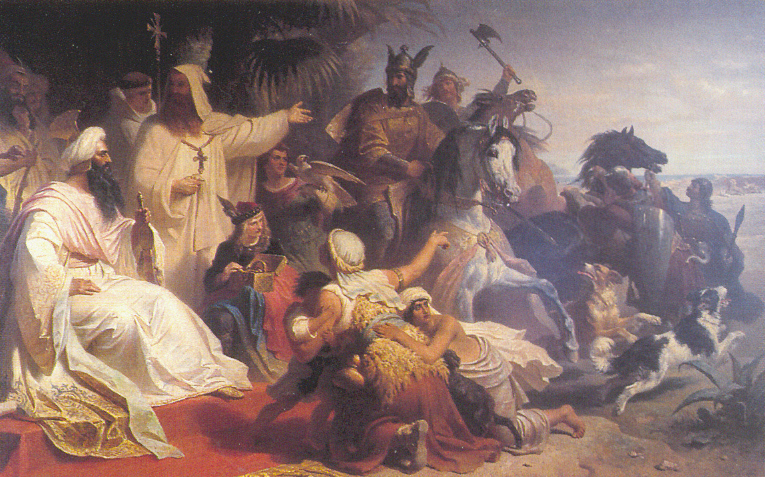
Hārūn al-Rashīd mentre riceve la delegazione di Carlo Magno a Baghdad, dipinto di Julius Köckert.

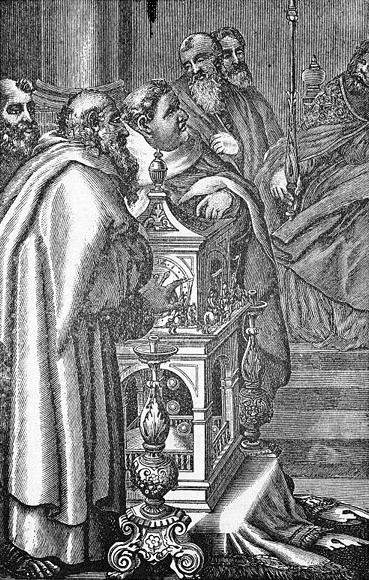
Mantello di Carlomagno.

L'alleanza abbaside-carolingia fu un tentativo parzialmente riuscito di costituire, tra il VIII e il IX secolo (servendosi di ambascerie), delle salde relazioni bilaterali e di eseguire operazioni militari combinate tra i franchi dell'Impero carolingio e il Califfato abbaside, nonché coi governanti della Spagna favorevoli alla politica degli Abbasidi. Questi contatti fecero seguito all'intenso conflitto tra i carolingi e gli Omayyadi, segnato dalla battaglia di Tours del 732, evento che spinse l'imperatore Carlo Magno a stringere rapporti con il remoto Stato abbaside. Poco dopo, un altro patto di alleanza carolingio-abbaside venne stretto nell'ambito di un conflitto condotto contro l'Impero bizantino.

## Contesto storico

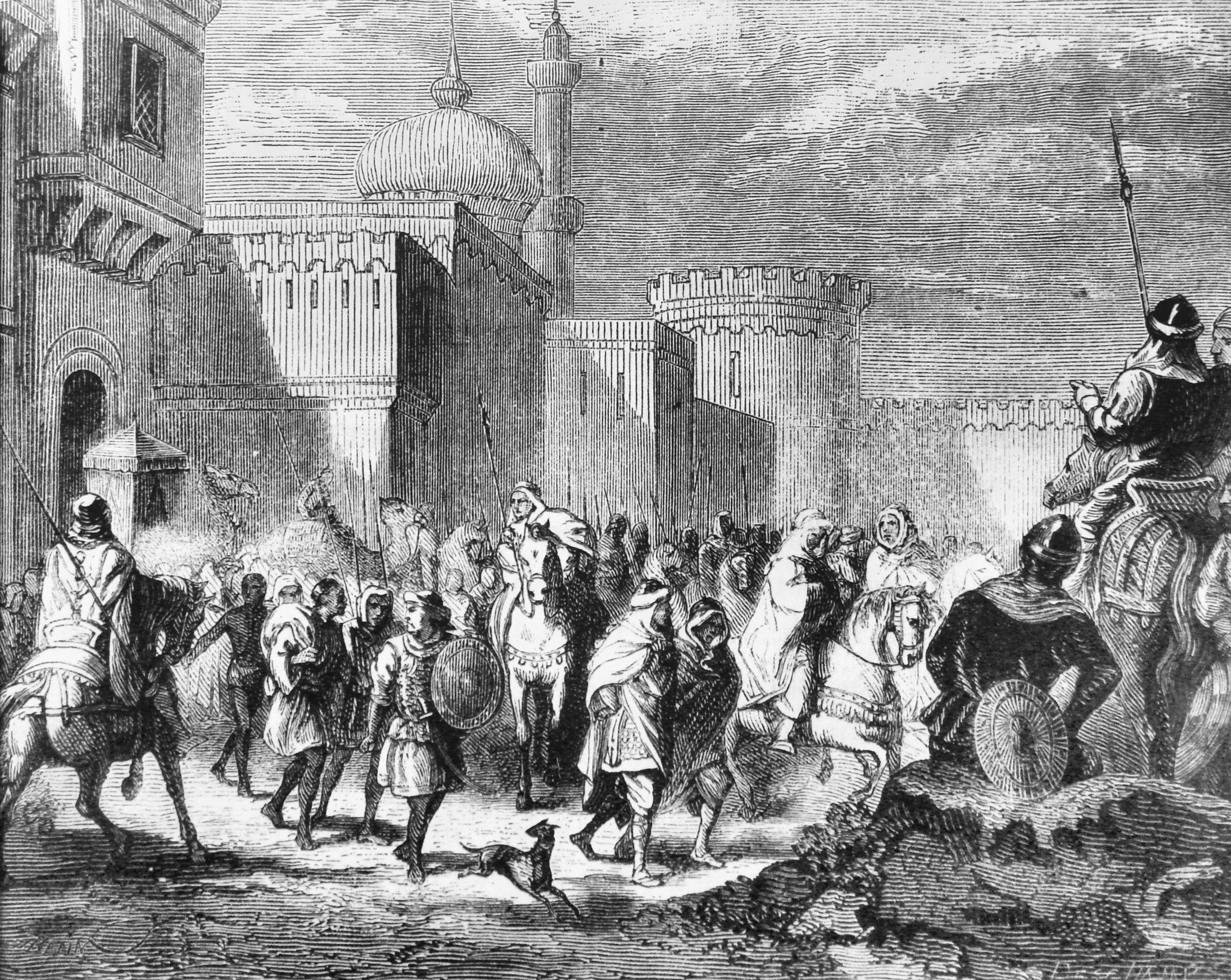
Truppe musulmane lasciano Narbona vinte da Pipino il Breve nel 749 dopo quarant'anni di occupazione.

L'invasione islamica della Gallia dal 719 al 759 coincise con un periodo di intensi conflitti tra i Carolingi e gli Omayyadi, il cui momento di maggiore ostilità si raggiunse in occasione della battaglia di Tours del 732. Le forze islamiche vennero infine scacciate dalla Gallia con la riconquista di Narbona nel 759 compiuta da Pipino il Breve, ma la presenza omayadde in Spagna continuò a rappresentare una minaccia non da poco per i Carolingi.

## Contatti all'epoca di Pipino il Breve

### Ambasciate

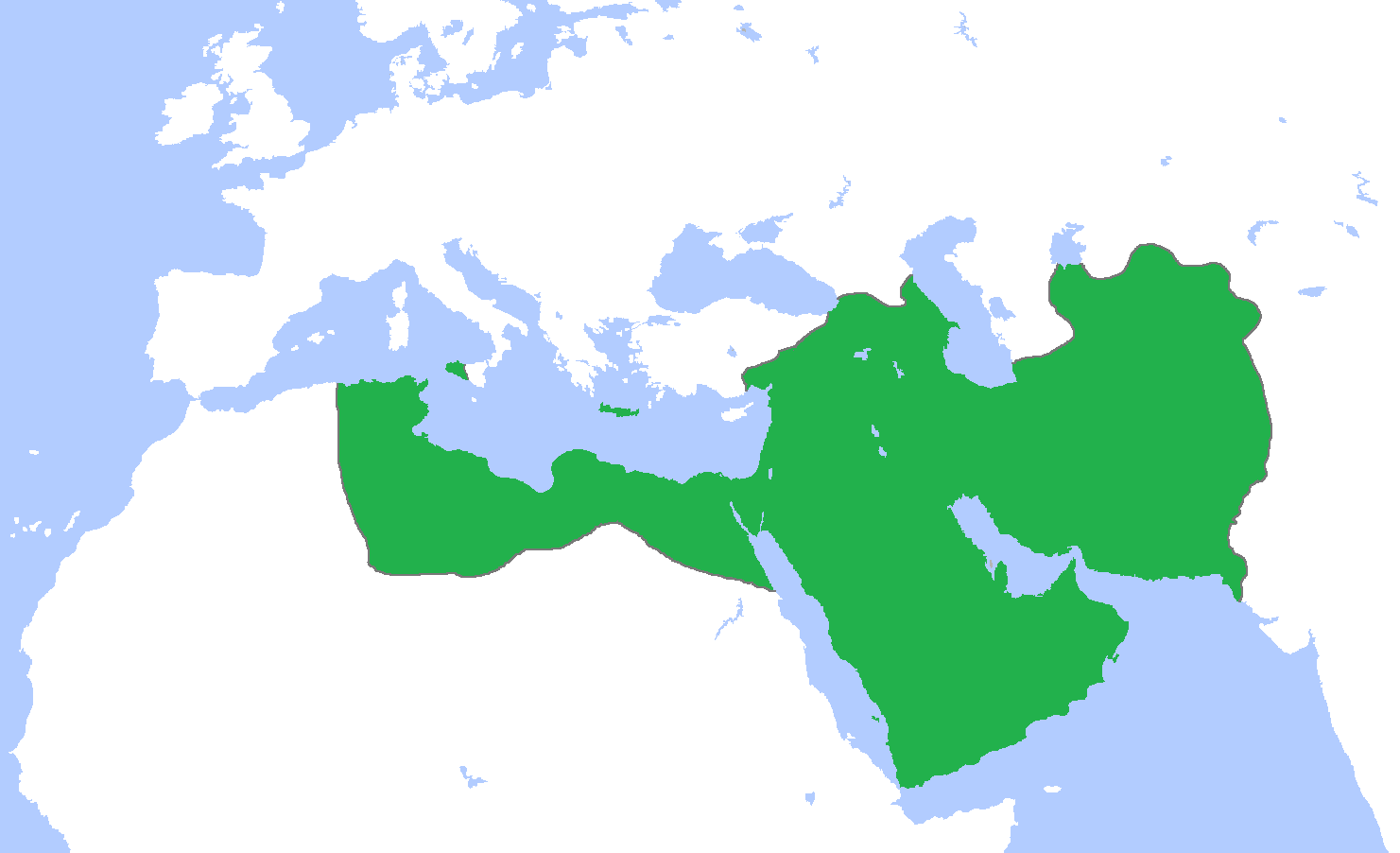
Il califfato abbaside (in verde) alla sua massima espansione, c. 850.

I contatti tra i Carolingi e gli Abbasidi iniziarono poco dopo la fondazione del Califfato abbaside e la concomitante caduta del Califfato omayyade nel 751. Il regnante carolingio Pipino il Breve godeva di una posizione sufficientemente solida in Europa da «rendere la sua alleanza credibile agli dal califfo abbaside di Baghdad, al-Mansur». I sostenitori del califfato omayadde si erano stabiliti solidamente nella Spagna meridionale sotto Abd ar-Rahman I, oltre ad aver costituito un avamposto strategico tra le terre dei Carolingi e i territori a sud, con gli Abbasidi a ovest dei loro domini.

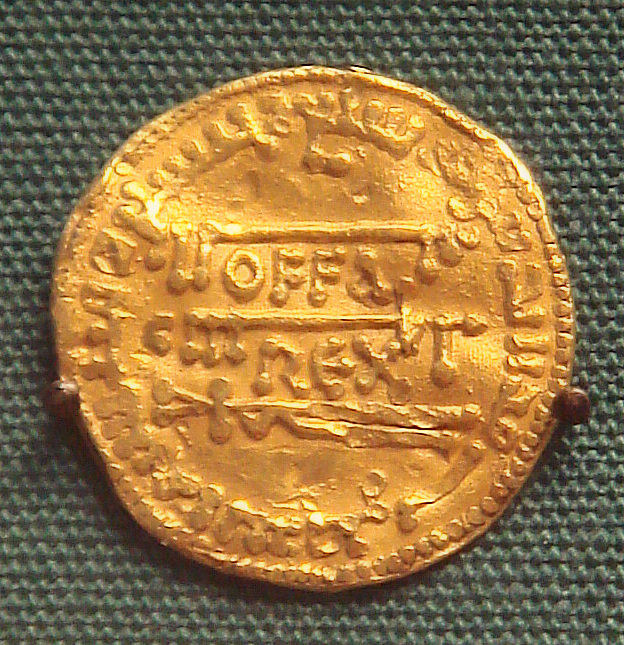
Un mancuso o denaro d'oro del re inglese Offa di Mercia (757–796), copia di un dinaro del Califfato abbaside (774). Esso combina infatti la legenda latina OFFA REX con scritte in arabo. British Museum.

Entrambe le parti si avvicinarono reciprocamente con l'apparente obiettivo di cooperare contro gli Omayaddi di Spagna: un'ambasceria franca si recò a Baghdad nel 765 e tornò in Europa tre anni più tardi con numerosi doni, mentre un'ambasceria spedita Al-Mansur visitò la Francia nel 768.

### Scambi commerciali
Quando cominciarono ad aumentare gli sicambi commerciali tra i Carolingi e gli Abbasidi, le monete arabe iniziarono a diffondersi nei territori carolingi e in Europa. Sono state ritrovate alcune monete d'oro risalenti al IX secolo, apparentemente per pagare l'esportazione di schiavi, ferro e armi dall'Europa all'Estremo Oriente. Un famoso esempio dell'VIII secolo è il re inglese Offa di Mercia, noto per aver coniato delle copie di dinari abbasidi emessi nel 774 dal califfo Al-Mansur con la scritta Offa Rex al centro e sulla parte posteriore, al posto di un'iscrizione pseudo-cufica.

## L'alleanza di Carlomagno

### Alleanza militare in Spagna (777-778)
Nel 777, i governanti filo-abbasidi della Spagna settentrionale si recarono dai Carolingi in cerca di aiuto contro il potente Califfato omayyade nella Spagna meridionale, guidato da Abd ar-Rahman I. Gli «Abbasidi spagnoli chiesero supporto per la loro causa a Pipino di Francia; egli fu contento di ciò, perché la dinastia di Cordoba costituiva un problema costante per la Francia sudoccidentale».
Sulayman al-Arabi, il wali (governatore) filo-abbaside di Barcellona e Gerona, inviò una delegazione a Carlomagno a Paderborn, offrendogli la sua sottomissione assieme all'alleanza di Husayn di Saragozza e Abu Taur di Huesca in cambio di sostegno militare. Questi tre governanti filo-abbasidi riportarono inoltre che il califfo di Baghdad, Muhammad al-Mahdi, stava preparando un'invasione su larga scala contro il califfo omayyade, Abd al-Rhaman I.

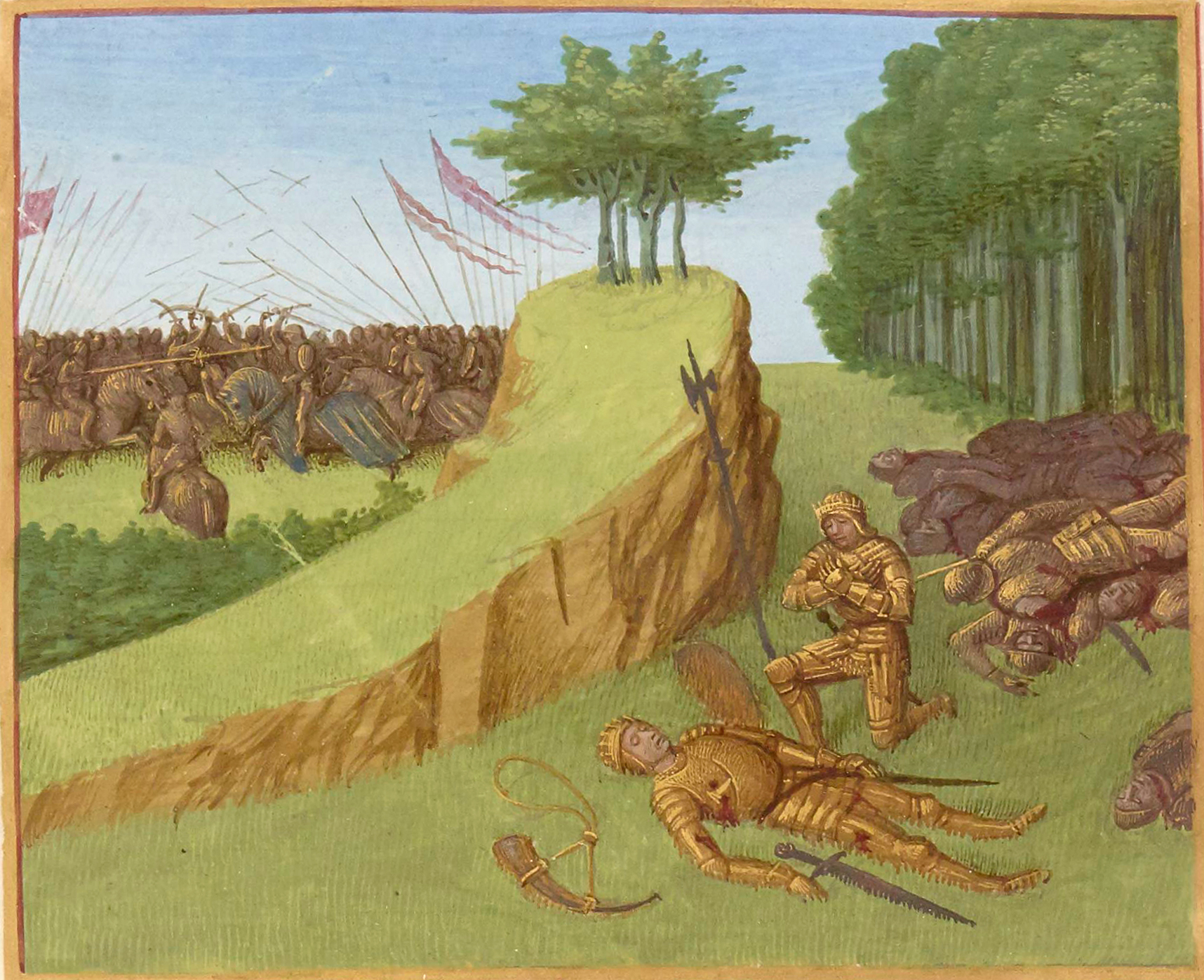
La Battaglia di Roncisvalle pose fine alla campagna di Carlomagno del 777-778 contro gli Omayaddi in Spagna.

Dopo la firma di quest'alleanza a Paderborn, Carlomagno si mise subito in marcia attraversando i Pirenei nel 778 «alla testa di tutte le forze che poté radunare». Le sue truppe vennero bene accolte a Barcellona e a Gerona da Sulayman al-Arabi. Muovendosi verso Saragozza, le truppe di Carlomagno vennero ad incontrarsi con altre truppe comandate da Sulayman. Husayn di Saragozza, ad ogni modo, si rifiutò di cedere la città come da accordi, dicendo di non aver mai promesso a Carlomagno la sua alleanza. Nel frattempo, le forze inviate dal califfato di Baghdad si erano fermate nei pressi di Barcellona. Dopo un mese di assedio a Saragozza, Carlomagno decise di tornare nel suo regno. Durante la sua ritirata, Carlomagno subì un attacco da parte dei baschi che vivevano nella Navarra centrale. Come rappresaglia egli attaccò Pamplona, radendola completamente al suolo. Durante la sua ritirata a nord, ad ogni modo, si scontrò nuovamente coi baschi nella battaglia di Roncisvalle combattuta il 15 agosto 778.
La presenza carolingia permase comunque nel sud dei Pirenei, e la città di Gerona venne catturata nel 785; le mire carolingie si concentrarono a quel punto sull'espansione del proprio dominio a Vic, Casserres e Cardona.
I musulmani fecero la loro ultima incursione in Gallia nel 793, saccheggiando i sobborghi di Narbona e sconfiggendo Guglielmo di Gellone, conte di Tolosa presso Carcassona.

### Ultimi contatti
Dopo queste campagne, vi furono ancora numerose ambascerie tra Carlomagno ed il califfo abbaside Hārūn al-Rashīd a partire dal 797, probabilmente per formare una coalizione carolingia-abbaside contro Bisanzio, o con l'intenzione di ottenere una nuova alleanza contro gli Omayyadi in Spagna.

#### Interessi strategici
«Il conflitto di Carlo con l'emiro omayadde di Cordova lo rese un alleato dell'emiro abbaside di Baghdad, il celebrato Harun al-Rashid», e i due «formarono un patto contro il nemico comune».
Per Carlomagno, l'alleanza aveva anche la funzione di contrastare l'Impero bizantino, che si opponeva al suo ruolo predominente in Italia è alla sua pretesa al titolo di Imperatore romano. Per Harun al-Rashid, appariva vantaggioso poter godere di un potente alleato contro gli Omayaddi in Spagna.

#### Ambasciate

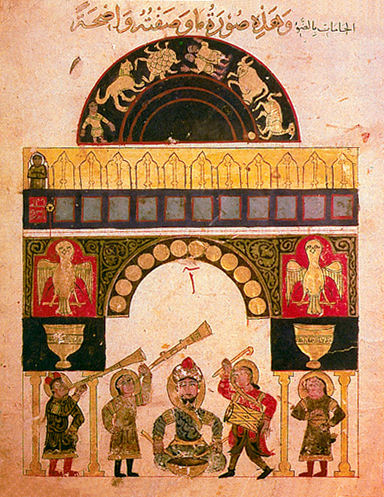
Orologio automatico di al-Jazari, con uccelli che ogni ora lasciano cadere una pallina e automi musicisti, copia dell'originale risalente al XIV secolo.

Tre ambascerie vennero inviate da Carlomagno alla corte di Harun al-Rashid, il quale inviò poi almeno altre due volte i suoi messaggeri da Carlomagno. Le fonti affermano che Harun al-Rashid spedì numerosi doni a Carlomagno, tra cui spezie, prodotti d'artigianato, un orologio, una scacchiera e un elefante di nome Abu 'Abbas. L'orologio automatico era un orologio ad acqua d'ottone, descritto negli Annales Regni Francorum dell'807. Esso segnava le dodici ore con delle palle d'ottone che cadevano su un piatto ogno ora, e disponeva inoltre di dodici cavalieri che apparivano a turno ogni ora.

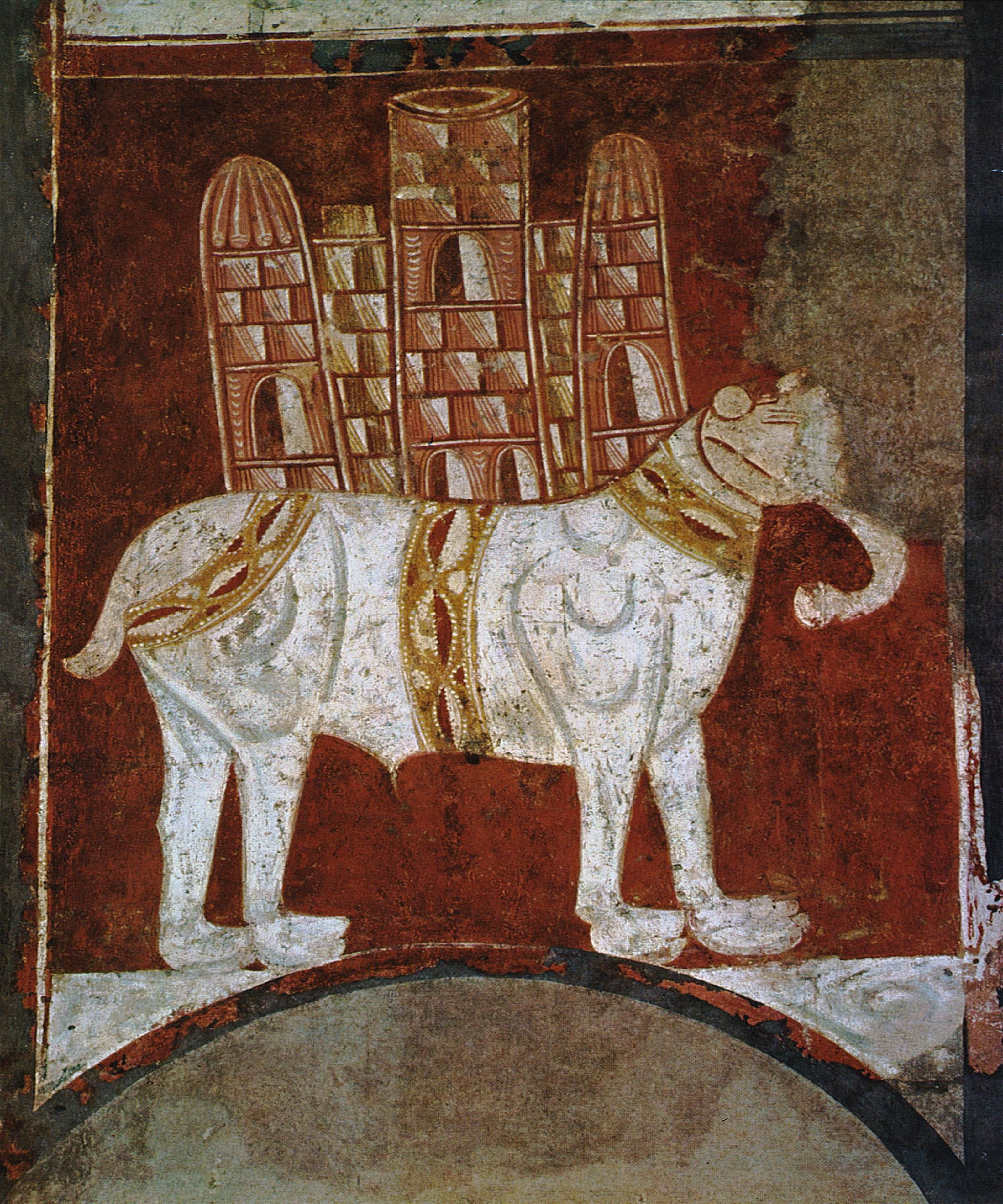
Un elefante da guerra bianco in Spagna nell'XI secolo.

L'ambasceria del 797, la prima da Carlomagno, era composta da tre uomini, tra cui un ebreo di nome Isacco (Isaac Judaeus, un probabile interprete), Lantfrid e Sigimud; i messaggeri di Harun al-Rashid descrivono il proprio signore come «Aronne, re dei Persiani». Quattro anni più tardi, nell'801, l'ambasceria abbaside giunse a Pisa, composta da «un persiano dell'est» e un inviato "dell'emiro Abraham, probabilmente il governatore di Harun al-Rashid per il Nord Africa, Ibrahim ibn al-Aghlab, con notizie dell'ebreo Isacco che stava tornando con numerosi doni. Essi incontrarono Carlomagno, che si trovava in Italia a quel tempo.
Nel 799, Carlomagno inviò una nuova missione al Patriarca di Gerusalemme. Guidato a quanto pare da buoni incoraggiamenti dalla Spagna, Luigi il Pio, re d'Aquitania, catturò Barcellona nell'801, ma fallì nell'estendere le sue conquiste a Tortosa, che rimase musulmana per i successivi tre secoli. Nell'802, Carlomagno indirizzò una seconda ambasceria, la quale fece ritorno nell'806. Nell'807, Rodberto, ambasciatore di Carlomagno morì al suo ritorno dalla Persia. Si riferisce che Harun al-Rashid si offrì per la custodia dei luoghi Santi a Gerusalemme per conto di Carlomagno. Nell'807, Abdallah, «mandato dal re dei Persiani», raggiunse Carlomagno ad Aquisgrana accompagnato da due monaci di Gerusalemme, Giorgio (un tedesco di nome Egilbaldo, priore del monastero del Monte degli Ulivi) e Felice, inviato del patriarca Tommaso. Essi portarono anche molti doni, tra cui un orologio (horologium).
La terza e ultima ambasceria lasciò la corte di Carlomagno nell'809, ma giunse a destinazione dopo la morte di Harun al-Rashid. L'ambasceria tornò nell'813 con messaggi di amicizia, sia pur con pochi risultati concreti.

#### Influenze artistiche
Diverse influenze islamiche sembrarono apparire nell'architettura religiosa cristiana dall'epoca dei contatti tra Carlomagno ed i popoli arabi, come ad esempio i disegni multicolori ispirati alla policromia islamica, ravvisabile in grande stile nel portale d'ingresso dell'Abbazia di Lorsch in Germania.
La prima architettura carolingia generalmente combina tra sé elementi della cultura romana, paleocristiana, bizantina, islamica e nord-europea.
Nell'Impero bizantino, tra il 723 e l'842, islam ed ebraismo influenzarono un movimento cristiano dell'epoca teso alla distruzione di tutte le immagini, l'iconoclastia. Secondo Arnold Joseph Toynbee, fu il prestigio dei successi militari islamici del VII-VIII secolo a motivare i cristiani bizantini ad adottare il precetto islamico della distruzione di immagini idolatriche. Carlomagno stesso si propose di seguire i precetti dell'iconoclastìa, ma tale tendenza venne fermata da papa Adriano I.

## Conseguenze

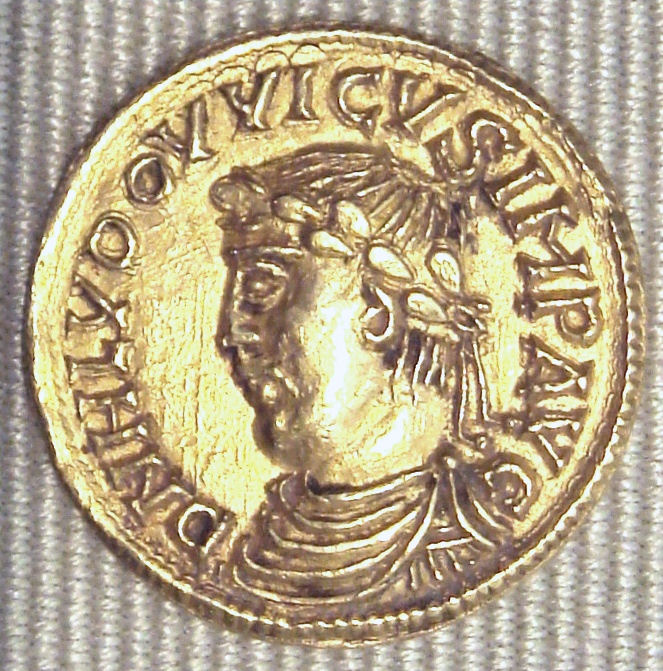
Ludovico il Pio riceve un'ambasceria dal figlio di Harun al-Rashid, al-Maʾmūn, nell'831.

Sembra che nell'831 il figlio di Harun al-Rashid, al-Maʾmūn, inviò anch'egli dei suoi uomini da Ludovico il Pio, allo scopo di incentivare i commerci bilaterali.
Dopo l'814 e l'ascesa al trono di Ludovico il Pio, dissensi interni prevennero nuovi interventi dei carolingi in Spagna. Quasi un secolo dopo Berta, figlia di Lotario II e madre di diversi re d'Italia del X secolo, pare mandò un'ambasceria al califfo abbaside Al-Muktafi, domandando amicizia e chiedendo di stringere rapporti pacifici.